# ある日突然恋はクル!?
『ある日突然恋はクル!?』（あるひとつぜんこいはクル!?）は、千歳ぴよこによる日本の漫画作品で、成人向けボーイズラブ漫画の単行本。2007年7月10日にリブレ出版より発行されている。

## 登場人物
- 秦野晃（はだの ひかる）
- 秦野健（はだの たける）
- 香坂憲太郎（こうさか けんたろう）
- 伊勢原（いせ はら）
- 菅原雅通（すがわら まさみち）
- 瀬戸山明日磨（ただすけ あすま）
- 瀬戸山忠相（ただすけ せとやま）
- 駒鳥秀司（こまどり しゅうじ）
- 早坂レン（はやさか れん）
- リル・ケンジット
- バートラム
- 斉藤（さいとう）
- 秦野馨（はだの かおる）
- 秦野悟（はだの さとる）

## 初出一覧
- ある日突然恋はクル!? （BE・BOY GOLD（2006年12月号）掲載）
- ボクらはここから （b-BOY Phoenix1（2006年7月号）掲載）
- ある日突然キミかくる!? （描き下ろし）
- 快感∞サブリ （b-BOY Phoenix4（2007年1月号）掲載）
- ある日天使は舞い降りる （BE・BOY GOLD（2007年4月号）掲載）
- 秦野家のひとびと （描き下ろし）